# West Bretton
West Bretton – wieś w Anglii, w hrabstwie ceremonialnym West Yorkshire, w dystrykcie metropolitalnym Wakefield. Leży 50 km na południe od miasta Leeds i 223 km na północ od Londynu. Miejscowość liczy 546 mieszkańców.